# Maracás
Pour les articles homonymes, voir Maracas (homonymie).
Maracás est une ville brésilienne notamment connue pour son nom qui rappelle le célèbre instruments à percussion d’Amerique du sud les maracases. Cette ville fait partie de l'État de Bahia. Sa population était estimée à 24 615 habitants en 2010. La municipalité s'étend sur 2 435 km2.

## Maires
| Période | Période | Identité                      | Étiquette | Qualité |
| ------- | ------- | ----------------------------- | --------- | ------- |
| 2009    | 2012    | Nelson Luiz Dos Anjos Portela | PT        |         |